# Alf Meakin
Alfred F. "Alf" Meakin (né le 30 août 1938) est un athlète britannique, spécialiste du sprint. 

## Biographie
Aux Championnats d'Europe de 1962, Alfred Meakin remporte la médaille de bronze sur 4 × 100 mètres au sein du relais britannique, composé également de Ron Jones, Berwyn Jones et David Jones.

### Palmarès
| Date | Compétition                                     | Lieu     | Résultat | Épreuve   | Performance |
| ---- | ----------------------------------------------- | -------- | -------- | --------- | ----------- |
| 1962 | Championnats d'Europe                           | Belgrade | 3e       | 4 × 100 m | 39 s 8      |
| 1962 | Jeux de l'Empire britannique et du Commonwealth | Perth    | 1er      | 4 × 110 y | 40 s 62     |

### Records
| Épreuve    | Performance | Lieu | Date |
| ---------- | ----------- | ---- | ---- |
| 100 mètres | 10 s 4      | —    | 1963 |